# Кто такой Гарри Крамб?
«Кто такой Гарри Крамб?» (англ. Who's Harry Crumb?) — американская кинокомедия.

## Сюжет
Глава известного сыскного агентства Элиот Драйзен, организовавший похищение дочери миллионера Пи Джея Даунинга, будучи уверенным в том, что никудышний частный детектив Гарри Крамб завалит любое дело, поручает ему вести расследование этого похищения. Но в любых правилах бывают исключения, и детективу Крамбу предстоит раскрыть это дело с помощью сестры похищенной и многое узнать о тайной деятельности своего шефа.

## В ролях
| Актер           | Роль                                       |
| --------------- | ------------------------------------------ |
| Джон Кэнди      | Гарри Крамб (детектив)                     |
| Джеффри Джонс   | Элиот Драйзен (шеф детективного агентства) |
| Энни Поттс      | Хелен Даунинг (жена миллионера)            |
| Тим Томерсон    | Винс Барнс (тренер по теннису)             |
| Барри Корбин    | Пи. Джей. Даунинг (миллионер)              |
| Шони Смит       | Никки Даунинг (младшая дочь миллионера)    |
| Вэлри Бромфильд | детектив Кейси (детектив полиции)          |